# Borrestad
Borrestad är en herrgård i Kristianstads kommun. Borrestad ligger mellan Degeberga och Östra Sönnarslöv på Linderödsåsens sluttning.

## Historik
År 1882 avstyckades Borrestad från Maltesholm och ombildades till ett självständigt gods. Ekonomibyggnaderna i gråsten och det gamla bränneriet härrör från 1880-talet. Huvudbyggnaden, en vitputsad trevåningsbyggnad med brant, valmat tak, uppfördes på 1920-talet efter ritningar av arkitekten Leon Nilson. En större privat park omger huvudbyggnaden. Tillfartsvägarna kantas av alléer och landskapet består av stora, flacka rationellt skötta fält, utom i väster där det domineras av lövskog.
Borrestad, som brukar betraktas som Skånes sist byggda slott, ägs idag av den norska släkten Løvenskiold. Nuvarande ägare är Jacob Lövenskiold, dotterson till greve Pontus De la Gardie (1884-1970), tillsammans med dottern Ebba Lövenskiold, inom vars släkt Borrestad har gått allt sedan dess avsöndring från Maltesholm 1882.